# Intuition (TNT)
Intuition è il quarto album in studio dei TNT, uscito nel 1989 per l'Etichetta discografica Mercury Records.

## Tracce
1. A Nation Free (Intro) (Harnell, LeTekro) 1:09
2. Caught Between the Tigers (Harnell, LeTekro) 4:16
3. Tonight I'm Falling (Harnell, Tekro) 3:55
4. End of the Line (Harnell, LeTekro) 4:21
5. Intuition (Harnell, LeTekro) 4:19
6. Forever Shine On (Black, Harnell, LeTekro) 4:46
7. Learn to Love (Harnell, LeTekro) 3:38
8. Ordinary Lover (Harnell, LeTekro) :53
9. Take Me Down (Fallen Angel) (Harnell, LeTekro) 4:28
10. Wisdom (Harnell, LeTekro) 5:01
11. Electric Dancer (Harnell, Tekro) 4:36 (traccia bonus solo Giappone)

## Formazione
- Tony Harnell - voce
- Ronni Lé Tekrø - chitarre, voce principale in "Ordinary Lover"
- Morty Black - basso
- Kenneth Odiin - batteria, percussioni

### Altri musicisti
- Kjetil Bjerkestrand – tastiere
- Joe Lynn Turner – cori